# Cucumis myriocarpus subsp. myriocarpus
Cucumis myriocarpus subsp. myriocarpus é uma subespécie de planta com flor pertencente à família Cucurbitaceae. 
A autoridade científica da subespécie é Naudin, tendo sido publicada em Ann. Sci. Nat., Bot. ser. 4 11: 22 (1859).

## Portugal
Trata-se de uma subespécie presente no território português, nomeadamente em Portugal Continental.
Em termos de naturalidade é introduzida na região atrás indicada.

## Protecção
Não se encontra protegida por legislação portuguesa ou da Comunidade Europeia.